# А-душ-Франкуш
А-душ-Франкуш (порт. A-dos-Francos) — район (фрегезия) в Португалии, входит в округ Лейрия. Является составной частью муниципалитета Калдаш-да-Раинья. По старому административному делению входил в провинцию Эштремадура. Входит в экономико-статистический субрегион Оэште, который входит в Центральный регион. По данным на 2001 год население составляет 1797 человек. Занимает площадь 19,78 км².